# Балканкар рекорд
„Балканкар рекорд“ е машиностроителна компания в Пловдив,производител на мотокари, електрокари, електрически платформи и влекачи.
Предприятието е било важно звено за производство на крайни изделия (електрокари и мотокари) в държавното стопанско обединение „Балканкар“, което през 1970-те и 1980-те години е сред най-големите производители на електрокари и мотокари в световен мащаб.

## История
През 1950 г. в Пловдив е създаден Автомобилен завод „Васил Коларов“. Първият мотокар е представен през 1965 г. Пловдивският завод е преименуван на Завод за електрокари и мотокари „Рекорд“ през 1967 г.
Годишното производство след 1980 г. достигна 20 000 мотокара в много и най-разнообразни модификации. През 1988 г. производството достигна 28 500 броя. Над 90% от това производство се изнасяше директно в 44 страни по света. В края на 1985 г. заводът осигурява 25,87% от износа на Пловдивски окръг, което спрямо експорта на страната е било близо 4%. Промишленото коопериране и производство на мотокари със страни като Куба, Турция, Иран, СССР, нарежда задова до реномирани световни фирми.
Неговият модел „Рекорд 2“ става първия дизелов мотокар на компанията През 1980 г. е произведен 100 000-ят мотокар. Товароспособността на машината е от 2 до 4 тона. По основните параметри, определящи качествата на мотокарите, - време за ускоряване, средна скорост на движение, скорост на повдигане и спускане на товара, марката „Рекорд-2” е била над средното световно равнище. След 1995 г. започва производство на сериите мотокари 2S и 3S.
Първата електроплатформа е представена през 2005 г.